# Elia Suleiman
Elia Suleiman (IPA: [ˈʔiːlja sʊleːˈmaːn]) (in arabo إيليا سليمان‎?; in ebraico אליה סולימאן‎?; Nazareth, 28 luglio 1960) è un regista, sceneggiatore e attore palestinese con cittadinanza israeliana.

## Biografia
Suleiman nasce a Nazareth, nel Distretto Nord d'Israele, il 28 luglio del 1960 in una famiglia palestinese di religione cristiana greco-ortodossa. Terminati gli studi in patria, dal 1982 al 1993 vive e lavora negli Stati Uniti, a New York, dove affina le tecniche cinematografiche e realizza due cortometraggi: Introducing to the End of an Argument (trad. "Introduzione alla fine di una discussione") e Homage by Assassination del 1991, quest'ultimo dura e lucida critica alla prima guerra del Golfo attraverso le armi dell'ironia e del nonsense.
Nel 1994 ritorna in Palestina, per andare ad insegnare cinema all'Università di Bir Zeit vicino a Gerusalemme, lavoro che gli consentirà anche di viaggiare e tenere conferenze in giro per il mondo. Nel 1996 gira così il suo primo lungometraggio, Cronaca di una sparizione, che ottiene il Premio per la miglior Opera Prima alla Mostra internazionale d'arte cinematografica di Venezia.
Nel 1998 gira un documentario assai autobiografico, The Arab Dream (Al Hilm Al-Arabi), in cui s'interroga sulla propria identità, asserendo: «Non ho una patria per poter dire che vivo in esilio... vivo in postmortem... vita quotidiana, morte quotidiana.»
Nel 2000 dirige il cortometraggio Cyber-Palestina, in cui Giuseppe e Maria, in epoca contemporanea, cercano di attraversare la Striscia di Gaza, occupata dall'esercito israeliano, per raggiungere la città di Betlemme, quest'ultima sotto l'egida dell'Autorità Nazionale Palestinese.
Ma il grande successo arriva nel 2002 con Intervento divino (sottotitolato Cronaca d'amore e di dolore) da lui scritto, diretto ed interpretato, che narra una storia d'amore ambientata al checkpoint tra Nazareth e Ramallah, in Cisgiordania. Il film vince numerosi premi: Gran Premio della Giuria a Cannes, Premio Internazionale della Critica (FIPRESCI), Miglior Film straniero agli European Awards di Roma del 2002; Intervento divino non viene però ammesso agli Oscar con la motivazione ufficiale che la Palestina non sarebbe uno stato sovrano. Altre voci, quali il sito filo-palestinese Electronic Intifada, sostengono invece che l'esclusione dalla cinquina degl'Oscar sia stata determinata da considerazioni politiche.
Dopo aver fatto parte della Giuria al Festival di Cannes del 2006, al Festival di Cannes 2009 viene presentato in concorso il suo film in parte autobiografico Il tempo che ci rimane.
Nel 2014 membro della Giuria del Concorso in occasione della 71ª Mostra internazionale d'arte cinematografica di Venezia,
Nel 2019 il suo film Il paradiso probabilmente (It Must Be Heaven), presentato in concorso al Festival di Cannes 2019, vince la menzione speciale della giuria e il premio FIPRESCI.

## Filmografia

### Lungometraggi
- Cronaca di una sparizione (Chronicle of a Disappearance) (1996)
- Intervento divino (Yadon ilaheyya) (2002)
- Il tempo che ci rimane (The Time That Remains) (2009)
- Il paradiso probabilmente (It Must Be Heaven) (2019)

### Cortometraggi
- La guerra del Golfo... e dopo (Harb El Khalij... wa baad) (1993) - segmento Homage by Assassination
- Guerra e pace a Vesoul (War and Peace in Vesoul) (1997)
- Cyber Palestine (1999)
- Chacun son cinéma (2007) - segmento Irtebak
- 7 Days in Havana (7 días en La Habana) - segmento Diary of a Beginner (2012)